# Halmenus
Halmenus is een geslacht van rechtvleugeligen uit de familie veldsprinkhanen (Acrididae). De wetenschappelijke naam van dit geslacht is voor het eerst geldig gepubliceerd in 1893 door Scudder.

## Soorten
Het geslacht Halmenus omvat de volgende soorten:
- Halmenus choristopterus Snodgrass, 1902
- Halmenus cuspidatus Snodgrass, 1902
- Halmenus eschatus Hebard, 1920
- Halmenus robustus Scudder, 1893